# Nago
Nago (名護市?, Nago-shi) è una città giapponese della prefettura di Okinawa ed è situata sull'isola omonima; conta 61 659 abitanti (2012) su una superficie di 210,30 km2; la densità abitativa è di 293 persone per km2.